# UCI Asia Tour 2007
L'UCI Asia Tour 2007 fu la terza edizione dell'UCI Asia Tour, uno dei cinque circuiti continentali di ciclismo dell'Unione Ciclistica Internazionale. Era composto da ventotto corse che si svolsero tra ottobre 2006 e settembre 2007 in Asia, più le gare di campionato del mondo di ciclismo su strada 2007, campionati del mondo di ciclismo su strada B, campionati asiatici di ciclismo su strada.

## Calendario

### Ottobre 2006
| Data | Prova            | Cat. | Vincitore      | Squadra              |
| ---- | ---------------- | ---- | -------------- | -------------------- |
| 22   | Japan Cup (2006) | 1.1  | Riccardo Riccò | Saunier Duval-Prodir |

### Novembre 2006
| Data  | Prova           | Cat. | Vincitore         | Squadra                |
| ----- | --------------- | ---- | ----------------- | ---------------------- |
| 12    | Tour de Okinawa | 1.2  | Takashi Miyazawa  | Cycle Racing Team Vang |
| 12-17 | Tour de Hainan  | 2.2  | Sergej Kolesnikov | Omnibike Dynamo Moscou |

### Dicembre 2006
| Data  | Prova                   | Cat. | Vincitore           | Squadra                |
| ----- | ----------------------- | ---- | ------------------- | ---------------------- |
| 25-31 | Tour of South China Sea | 2.2  | Aleksandr Chatuncev | Omnibike Dynamo Moscou |

### Gennaio
| Data  | Prova            | Cat. | Vincitore          | Squadra                |
| ----- | ---------------- | ---- | ------------------ | ---------------------- |
| 6-12  | Jelajah Malaysia | 2.2  | Tonton Susanto     | LeTua Cycling Team     |
| 20-25 | Tour du Siam     | 2.2  | Jai Crawford       | Giant Asia Racing Team |
| 28-2  | Tour of Qatar    | 2.1  | Wilfried Cretskens | Quick Step-Innergetic  |

### Febbraio
| Data | Prova            | Cat. | Vincitore        | Squadra         |
| ---- | ---------------- | ---- | ---------------- | --------------- |
| 2-11 | Tour de Langkawi | 2.HC | Anthony Charteau | Crédit Agricole |

### Marzo
| Data  | Prova          | Cat. | Vincitore       | Squadra                        |
| ----- | -------------- | ---- | --------------- | ------------------------------ |
| 3-7   | Taftan Tour    | 2.2  | Hossein Nateghi | MES Kerman                     |
| 18-24 | Tour de Taïwan | 2.2  | Shawn Milne     | Health Net presented by Maxxis |

### Aprile
| Data  | Prova       | Cat. | Vincitore     | Squadra            |
| ----- | ----------- | ---- | ------------- | ------------------ |
| 21-27 | Kerman Tour | 2.2  | Pavel Nevdach | Brisasport Turkiye |

### Maggio
| Data  | Prova              | Cat. | Vincitore             | Squadra                      |
| ----- | ------------------ | ---- | --------------------- | ---------------------------- |
| 20-27 | Tour of Japan      | 2.2  | Francesco Masciarelli | Acqua & Sapone-Caffè Mokambo |
| 22-29 | Tour d'Azerbaïdjan | 2.2  | Hossein Askari        | Giant Asia Racing Team       |

### Giugno
| Data | Prova                        | Cat. | Vincitore  | Squadra |
| ---- | ---------------------------- | ---- | ---------- | ------- |
| 29   | Campionati del mondo B-Crono | CM   | Hai Jun Ma | Cina    |

### Luglio
| Data  | Prova                           | Cat. | Vincitore          | Squadra                    |
| ----- | ------------------------------- | ---- | ------------------ | -------------------------- |
| 1     | Campionati del mondo B-In linea | CM   | Ivan Stević        | Serbia                     |
| 4-8   | Tour of East Java               | 2.2  | Björn Glasner      | Regiostrom-Senges          |
| 15-23 | Tour of Qinghai Lake            | 2.HC | Gabriele Missaglia | Diquigiovanni-Selle Italia |
| 29-3  | Tour de Hong Kong               | 2.2  | James Meadley      | Jelly Belly Cycling Team   |

### Agosto
| Data | Prova                     | Cat. | Vincitore            | Squadra                |
| ---- | ------------------------- | ---- | -------------------- | ---------------------- |
| 4-5  | Melaka Chief Minister Cup | 2.2  | Mohd Rauf Nur Misbah | Malesia                |
| 8-14 | Tour of Milad du Nour     | 2.2  | Ghader Mizbani       | Giant Asia Racing Team |

### Settembre
| Data  | Prova                             | Cat. | Vincitore         | Squadra           |
| ----- | --------------------------------- | ---- | ----------------- | ----------------- |
| 1-9   | Tour de Korea                     | 2.2  | Sung Baek Park    | Seoul City        |
| 8     | Campionati asiatici-In linea      | CC   | Takashi Miyazawa  | Giappone          |
| 10    | Campionati asiatici-Crono         | CC   | Eugen Wacker      | Kirghizistan      |
| 13-17 | Tour de Hokkaido                  | 2.2  | Takashi Miyazawa  | Nippo Corporation |
| 26    | Campionati del mondo-Crono U23    | CM   | Lars Boom         | Paesi Bassi       |
| 27    | Campionati del mondo-Crono        | CM   | Fabian Cancellara | Svizzera          |
| 28    | Campionati del mondo-In linea U23 | CM   | Peter Velits      | Slovacchia        |
| 29    | Campionati del mondo-In linea     | CM   | Paolo Bettini     | Italia            |

## Classifiche
Aggiornate al 20 ottobre 2007.
| Pos. | Corridore          | Squadra       | Punti |
| ---- | ------------------ | ------------- | ----- |
| 1    | Hossein Askari     | Giant Asia    | 313   |
| 2    | Ghader Mizbani     | Giant Asia    | 300   |
| 3    | Takashi Miyazawa   | Nippo         | 233   |
| 4    | Sung Baek Park     |               | 202   |
| 5    | Mehdi Sohrabi      | Islamic Azad  | 163   |
| 6    | Gabriele Missaglia | Diquigiovanni | 152   |
| 7    | Yukiya Arashiro    | Nippo         | 146   |
| 8    | Ahad Kazemi        | Giant Asia    | 144   |
| 9    | Jai Crawford       | Giant Asia    | 129   |
| 10   | Alberto Loddo      | Diquigiovanni | 126   |

| Pos. | Squadra                      | Punti |
| ---- | ---------------------------- | ----- |
| 1    | Giant Asia Racing Team       | 908   |
| 2    | Nippo Corporation            | 585   |
| 3    | Diquigiovanni-Selle Italia   | 463   |
| 4    | Hong Kong Pro Cycling        | 419   |
| 5    | Islamic Azad University      | 326   |
| 6    | Skil-Shimano                 | 237   |
| 7    | Aisan Racing Team            | 183   |
| 8    | Discovery Channel-Marco Polo | 151   |
| 9    | Relax-GAM                    | 124   |
| 10   | Drapac-Porsche               | 119   |

| Pos. | Nazione             | Punti |
| ---- | ------------------- | ----- |
| 1    | Iran                | 1337  |
| 2    | Giappone            | 1103  |
| 3    | Kazakistan          | 448   |
| 4    | Hong Kong           | 445   |
| 5    | Uzbekistan          | 428   |
| 6    | Corea del Sud       | 373   |
| 7    | Malaysia            | 204   |
| 8    | Kirghizistan        | 202   |
| 9    | Emirati Arabi Uniti | 125   |
| 10   | Mongolia            | 115   |